# 上海証券取引所

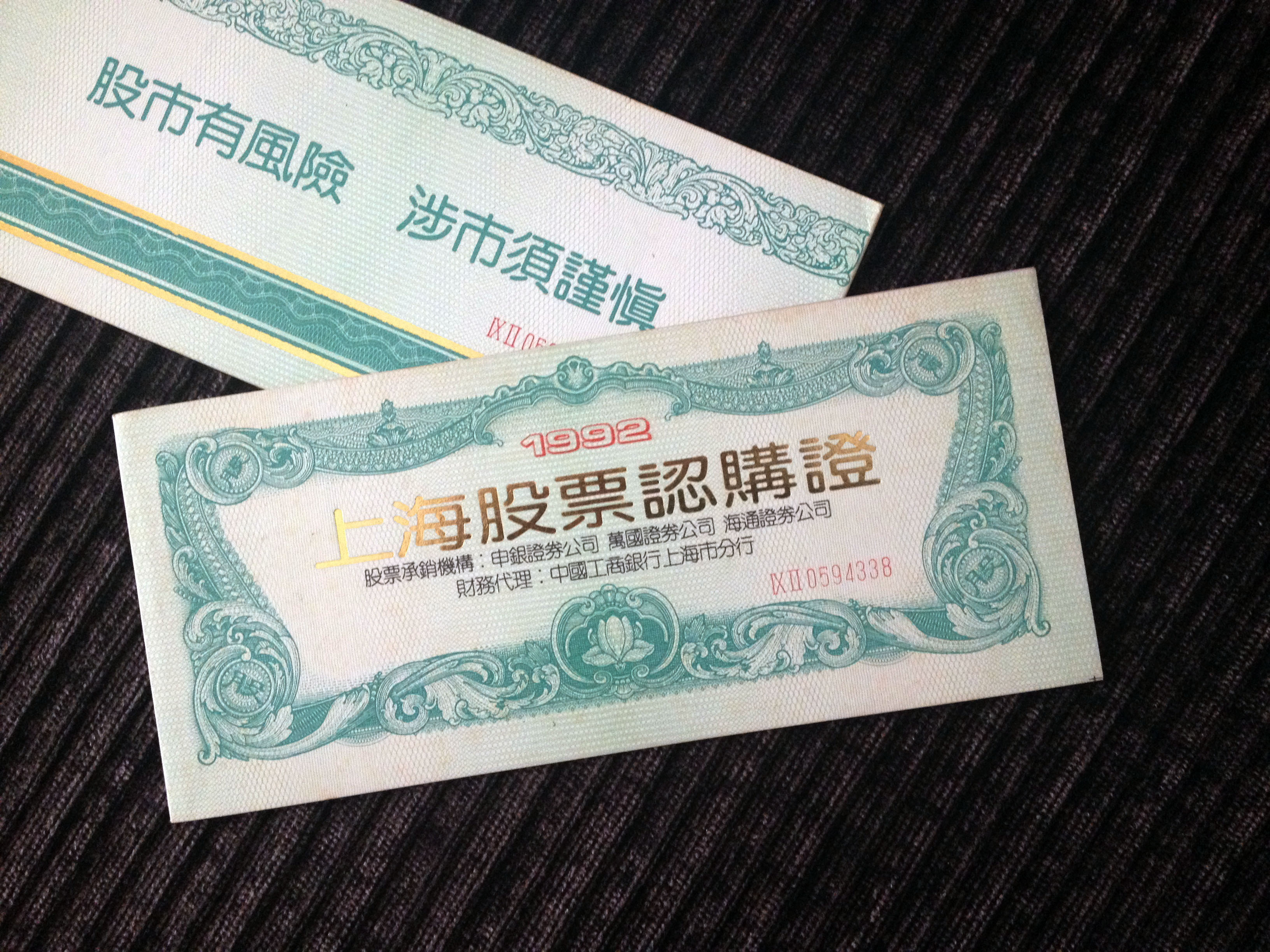
1992年、上海証券取引所初の株券発行。

上海証券取引所（シャンハイしょうけんとりひきじょ、中国語：上海证券交易所、英語：Shanghai Stock Exhange）は、中華人民共和国上海市にある証券取引所。略称は上証所、SSE。

## 概要
1891年に設立され、1949年6月に廃止されるも、1990年11月26日に再度設立され、1990年12月19日に営業を開始した。中国国務院の直轄機関とされる中国証券監督管理委員会（略称:中国証監会）が管理する非営利法人である。
2021年末現在、上場企業は2037社、年間取引額は114兆元、時価総額は52兆元。2011年2月現在、WFEの統計によると、上場企業の時価総額の合計は2.859兆ドル(約230兆円)で世界第6位である。2010年通年の売買代金では、東京証券取引所やロンドン証券取引所を凌ぎ第3位であった。
人民元通貨により取引されるA株と米ドル建てのB株がある。かつては中国大陸内投資家専用の市場取引を行うA株に対して、B株は中国大陸外投資家の取引専用となっており、従来は市場参加者を限定していた。
しかし、2001年2月19日からB株に中国大陸内投資家の参入が認められ、B株については中国大陸内外の投資家による売買が可能となる。また、A株については、適格外国機関投資家プログラム（QFII）により、2003年5月以降から次第に中国政府に許可された一部の外国機関投資家による限定的な取引が可能となった。
2014年11月17日、香港証券取引所と上海間の相互接続「滬港通（上海・香港ストック・コネクト、ここうつう）」が開始した。この滬港通という取引制度によって両証券取引所間で相互銘柄の売買が可能となり、一定の投資額と銘柄を相互制限として、上海から香港上場の限定銘柄の取引が行われ、香港から上海A株の一部銘柄の取引が行われている。
2019年7月22日、新興企業向け市場上海証券取引所科創板が取引開始された。

## 立会時間
- 前場 09:30～11:30（日本時間10:30～12:30）
- 後場 13:00～15:00（同14:00～16:00）

## 所在地
- 上海市浦東新区浦東南路528号